# Schizaspidia furcifera
Schizaspidia furcifera (лат.) — вид паразитических наездников рода Schizaspidia из семейства Eucharitidae.

## Распространение
Встречаются в Индии (West Bengal).

## Описание
Мелкие хальцидоидные наездники. Отличается от всех других видов Schizaspidia следующими признаками: у самок скутеллярные отростки очень короткие с продольными морщинками; переднее крыло с затемнением, идущим от стигмальной жилки до заднего края крыла. Предположительно как и другие близкие виды паразитоиды личинок и куколок муравьев (Formicidae).
Вид был впервые описан в 1835 году, а его валидный статус подтверждён в ходе ревизии, проведённой в 1985 году индийским гименоптерологом Текке Куруппате Нарендраном (1944—2013; Калькуттский университет, Индия). Сходен с Schizaspidia sabariensis, Schizaspidia convergens, но у них длинные скутеллярные отростки.